# Leipziger Straße 29 (Magdeburg)

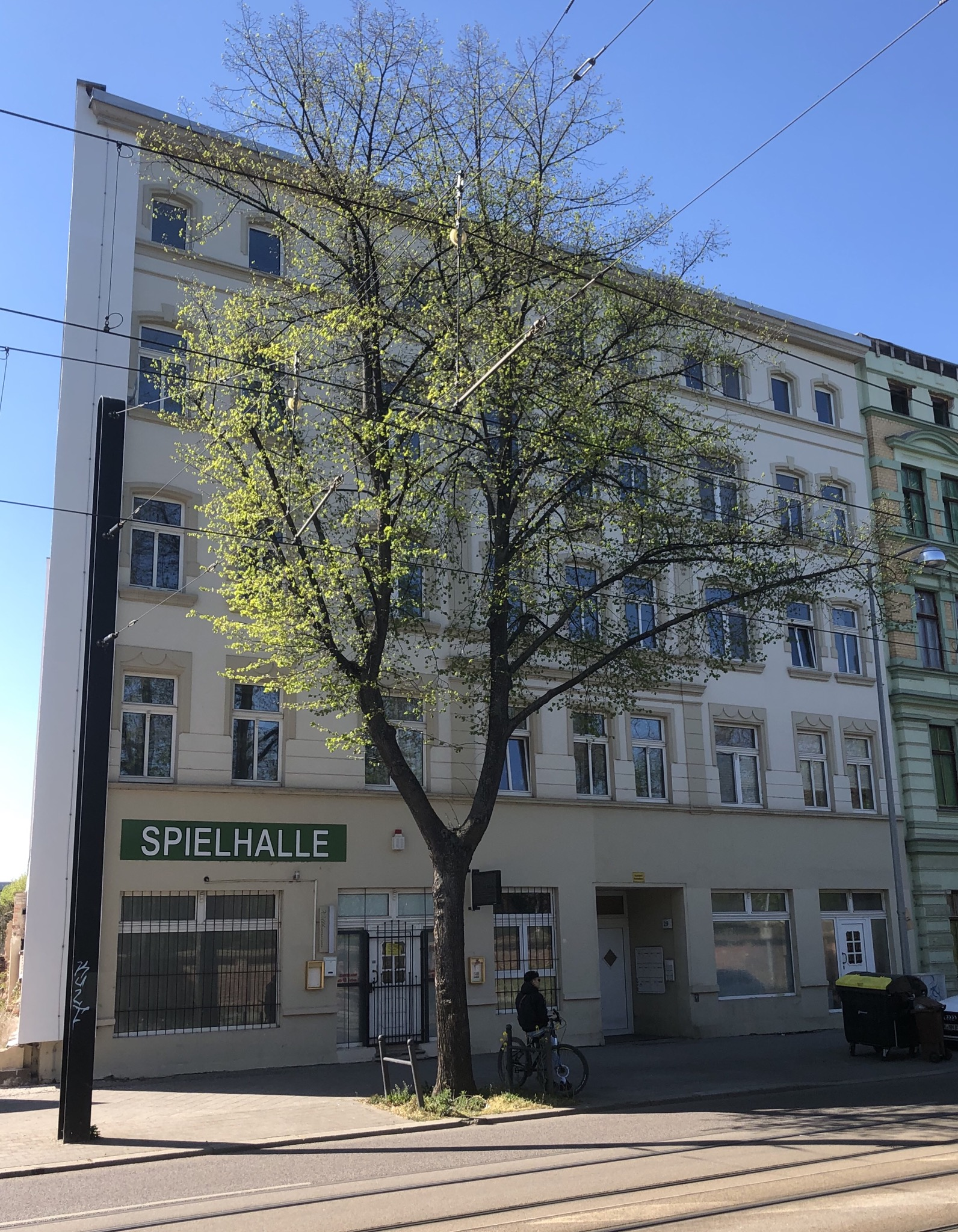
Leipziger Straße 29 in Magdeburg; Blick von Osten, 2020

Das Gebäude Leipziger Straße 29 ist ein denkmalgeschütztes Wohnhaus in Magdeburg in Sachsen-Anhalt.

## Lage
Es befindet sich auf der Westseite der Leipziger Straße im Magdeburger Stadtteil Leipziger Straße. Nördlich grenzt das gleichfalls denkmalgeschützte Haus Leipziger Straße 28a an. Südlich bestand das jedoch um 2015 abgerissene Gebäude Leipziger Straße 30.

## Architektur und Geschichte
Der fünfgeschossige Bau entstand im Zusammenhang mit der umgebenden Bebauung im Jahr 1903 durch den Bauunternehmer Reinhold Waldt, der zugleich auch Eigentümer war. Die neunachsige Fassade ist mit Stuck im Jugendstil verziert, wobei die ursprüngliche Gestaltung der Erdgeschossfassade nicht erhalten ist. Zum Objekt gehört auch ein Seiten- und ein Hinterhaus.
Im örtlichen Denkmalverzeichnis ist das Wohnhaus unter der Erfassungsnummer 094 17980 als Baudenkmal verzeichnet.
Das Gebäude gilt im Rahmen des gründerzeitlichen Straßenzugs als städtebaulich bedeutsam, wobei die südlich angrenzende Bebauung nicht erhalten ist.